# ソルジャー・ボーイズ
『ソルジャー・ボーイズ』（原題：Soldier Boyz）は、1995年に製作されたアメリカ映画。

## ストーリー
カリフォルニア州の少年刑務所に勤めているハワード・トリヴァー少佐を、ガトン軍曹と裕福な実業家のジェームスン・プレスコットが訪問してきた。ガトン軍曹から、プレスコットの娘で国連に所属しているガブリエルが乗ったチャーター機が、ベトナムでモック将軍率いるゲリラに撃墜され、ガブリエルが行方不明になったことを聞かされる。そして彼女を探してほしいと頼まれたトリヴァーは、刑務所の少年を何人か連れて行くことと、青少年福祉事業に1000万ドルを寄付することを条件にベトナムに行くことを承諾する。彼は、面会して選んだ計6人の少年・少女とともにベトナムに向かう。

## キャスト
| 役名                       | 俳優                       | 日本語吹替 |
| -------------------------- | -------------------------- | ---------- |
| ハワード・トリヴァー少佐   | マイケル・ダディコフ       | 江原正士   |
| ヴィン・モック将軍         | ケイリー＝ヒロユキ・タガワ | 辻親八     |
| バッツ                     | タイリン・ターナー         | 田中一成   |
| ヴァスケス                 | ジャクリーン・オブラドース | 堀越真己   |
| ラム                       | デヴィッド・バリー・グレイ | 古田信幸   |
| ブロフィ                   | シャノン・ロー             | 星野充昭   |
| ロペス                     | デミトリアス・ナヴァロ     | 高戸靖広   |
| モンスター                 | セドリック・テレル         | 江川央生   |
| ジェームスン・プレスコット | ハンク・ブラント           | 小島敏彦   |
| ガトン軍曹                 | ドン・ストラウド           | 藤本譲     |
| ジェンキンス               | ジェレマイア・バーケット   |            |
| ガブリエル・プレスコット   | ニコール・ハンセン         | 川上とも子 |

- 吹替その他：川津泰彦、小野健一、喜多川拓郎、小野英昭、米本千珠、菅原淳一

## スタッフ
日本語版スタッフ
吹替版
- 演出：岡本知
- 翻訳：松原桂子
- 調整：高橋久義
- 制作：グロービジョン